# CAF Champions League 2009
La CAF Champions League 2009 è la 45ª edizione della massima competizione per squadre di club in Africa, la 13º  che si svolge con il formato attuale.

La squadra campione in carica è l'Al Ahly, vincitrice dell'edizione 2008.

## Turno preliminare
L'andata del turno preliminare è stata disputata dal 30 gennaio al 1º febbraio 2009, le gare di ritorno si sono svolte dal 13 al 15 febbraio 2009.
| Squadra 1                    | Totale | Squadra 2                          | Andata | Ritorno |
| ---------------------------- | ------ | ---------------------------------- | ------ | ------- |
| Primeiro de Agosto           | 7 - 3  | CARA Brazzaville                   | 5 - 2  | 2 - 1   |
| Canon Yaoundé                | 2 - 1  | AS Inter Star                      | 1 - 1  | 1 - 0   |
| AS Douanes                   | 4 - 1  | Ports Authority                    | 3 - 1  | 1 - 0   |
| Kano Pillars F.C.            | 2 - 0  | Elect-Sport                        | 2 - 0  | 0 - 0   |
| Club Africain                | ritiro | Sporting Clube de Bafatá           | -----  | -----   |
| Djoliba AC                   | 4 - 1  | Casa Sport Football Club           | 4 - 0  | 0 - 1   |
| Ferroviário Maputo           | 2 - 3  | Kampala City Council Football Club | 2 - 1  | 0 - 2   |
| Supersport United F.C.       | 8 - 2  | Curepipe Starlight                 | 3 - 0  | 5 - 2   |
| Heartland F.C.               | 10 - 1 | Monrovia Black Star Football Club  | 4 - 0  | 6 - 1   |
| FAR Rabat                    | 6 - 2  | Sporting Clube da Praia            | 6 - 1  | 0 - 1   |
| Atlético Petróleos de Luanda | 6 - 0  | Royal Leopards                     | 3 - 0  | 3 - 0   |
| Étoile Filante Ouagadougou   | 4 - 3  | Heart of Lions                     | 2 - 0  | 2 - 3   |
| Al Ahly                      | 7 - 2  | AS Police                          | 6 - 0  | 1 - 2   |
| Ittihad Khemisset            | ritiro | Wallidan Football Club             | -----  | -----   |
| ASO Chlef                    | 3 - 1  | Fello Star                         | 1 - 0  | 2 - 1   |
| DC Motema Pembe              | 1 - 3  | AS Mangasport                      | 1 - 2  | 0 - 1   |
| Monomotapa United            | 3 - 2  | Miembeni Sport Club                | 2 - 0  | 1 - 2   |
| Young Africans FC            | 14 - 1 | Etoile d'Or                        | 8 - 1  | 6 - 0   |
| Academie Ny Antsika          | 0 - 6  | US Stade Tamponnaise               | -----  | 0 - 6   |
| ZESCO United F.C.            | 5 - 1  | Mathare United                     | 2 - 0  | 3 - 1   |
| Al-Merreikh Sporting Club    | 2 - 1  | ATRACO FC                          | 2 - 1  | 0 - 0   |

## Primo turno
Le gare di andata si sono disputate dal 13 al 15 marzo 2009, quelle di ritorno dal 3 al 6 aprile 2009.
| Squadra 1                          | Totale            | Squadra 2                    | Andata | Ritorno |
| ---------------------------------- | ----------------- | ---------------------------- | ------ | ------- |
| Primeiro de Agosto                 | 1 - 1 5 - 4 (dcr) | Canon Yaoundé                | 0 - 1  | 1 - 0   |
| AS Douanes                         | 1 -1 (gf)         | Kano Pillars F.C.            | 1 - 1  | 0 - 0   |
| Club Africain                      | 2 - 2 (gf)        | Djoliba AC                   | 1 - 2  | 1 - 0   |
| Kampala City Council Football Club | 3 - 2             | Supersport United F.C.       | 2 - 1  | 1 -1    |
| Heartland F.C.                     | 4 - 2             | FAR Rabat                    | 3 - 1  | 1 - 1   |
| TP Mazembe                         | 5 - 1             | Atlético Petróleos de Luanda | 3 - 0  | 2 - 1   |
| ASEC Mimosas                       | 3 - 0             | Étoile Filante Ouagadougou   | 2 - 0  | 1 - 0   |
| JS Kabylie                         | 1 - 3             | Al Ahly                      | 1 - 2  | 0 - 1   |
| Asante Kotoko                      | 3 - 3 (gf)        | Ittihad Khemisset            | 3 - 1  | 0 - 2   |
| Étoile Sportive du Sahel           | 2 - 1             | ASO Chlef                    | 2 - 1  | 0 - 0   |
| Cotonsport                         | 5 - 3             | AS Mangasport                | 2 - 1  | 3 - 2   |
| Ajax Cape Town                     | 4 - 4 (gf)        | Monomotapa United            | 3 - 2  | 1 - 2   |
| Al-Ahly                            | 4 - 0             | Young Africans FC            | 3 - 0  | 1 - 0   |
| Al-Hilal Omdurman                  | 4 - 3             | US Stade Tamponnaise         | 3 - 1  | 1 - 2   |
| Africa Sports                      | 0 - 2             | ZESCO United F.C.            | 0 - 0  | 0 - 2   |
| Al-Ittihad                         | 1 - 4             | Al-Merreikh Sporting Club    | 1 - 1  | 0 - 3   |

## Secondo turno
Le gare di andata si sono svolte tra il 17 e il 19 aprile 2009, quelle di ritorno dal 1º al 3 maggio 2009.
| Squadra 1                          | Totale     | Squadra 2                 | Andata | Ritorno |
| ---------------------------------- | ---------- | ------------------------- | ------ | ------- |
| Primeiro de Agosto                 | 3 - 3 (gf) | Al-Hilal Omdurman         | 3 - 1  | 0 - 2   |
| Kano Pillars F.C.                  | 3 - 3 (gf) | Al-Ahly                   | 1 - 1  | 2 - 2   |
| Djoliba AC                         | 1 - 2      | ZESCO United F.C.         | 0 - 0  | 1 - 2   |
| Kampala City Council Football Club | 1 - 2      | Al-Merreikh Sporting Club | 0 - 1  | 1 - 1   |
| Heartland F.C.                     | 3 - 2      | Cotonsport                | 2 - 1  | 1 - 1   |
| TP Mazembe                         | 1 - 0      | Ittihad Khemisset         | 1 - 0  | 0 - 0   |
| ASEC Mimosas                       | 1 - 2      | Monomotapa United         | 1 - 0  | 0 - 2   |
| Al Ahly                            | 0 - 2      | Étoile Sportive du Sahel  | 0 - 0  | 0 - 2   |

Le squadre eliminate accedono alla CAF Confederation Cup 2009.

## Fase a gruppi
Squadre qualificate:
- Kano Pillars F.C.
- ZESCO United F.C.
- Al-Merreikh Sporting Club
- Heartland F.C.
- TP Mazembe
- Monomotapa United
- Étoile Sportive du Sahel
- Al-Hilal

I sorteggi si sono svolti il 7 maggio 2009 al Cairo.

### Gruppo A
| Squadra                   | PG | V | N | P | GF | GS | DR | Pt |
| ------------------------- | -- | - | - | - | -- | -- | -- | -- |
| Kano Pillars              | 6  | 3 | 2 | 1 | 10 | 8  | +2 | 11 |
| Al-Hilal                  | 6  | 3 | 1 | 2 | 7  | 5  | +2 | 10 |
| ZESCO United              | 6  | 2 | 2 | 2 | 8  | 7  | +1 | 8  |
| Al-Merreikh Sporting Club | 6  | 0 | 3 | 3 | 5  | 10 | -5 | 3  |

| Giornata | Data              | Squadra di Casa           | Risultato | Squadra in Trasferta |
| -------- | ----------------- | ------------------------- | --------- | -------------------- |
| 1        | 18 luglio 2009    | Al-Merreikh Sporting Club | 0-0       | Al-Hilal             |
| 1        | 18 luglio 2009    | ZESCO United              | 1-1       | Kano Pillars         |
| 2        | 31 luglio 2009    | Al-Hilal                  | 1-0       | ZESCO United         |
| 2        | 1º agosto 2009    | Kano Pillars              | 3-1       | Al-Merreikh          |
| 3        | 14 agosto 2009    | Al-Hilal                  | 2-0       | Kano Pillars         |
| 3        | 15 agosto 2009    | Al-Merreikh               | 2-3       | ZESCO United         |
| 4        | 30 agosto 2009    | ZESCO United              | 0-0       | Al-Merreikh          |
| 4        | 30 agosto 2009    | Kano Pillars              | 2-1       | Al-Hilal             |
| 5        | 11 settembre 2009 | Al-Hilal                  | 3-1       | Al-Merreikh          |
| 5        | 13 settembre 2009 | Kano Pillars              | 3-2       | ZESCO United         |
| 6        | 19 settembre 2009 | ZESCO United              | 2-0       | Al-Hilal             |
| 6        | 19 settembre 2009 | Al-Merreikh               | 1-1       | Kano Pillars         |

### Gruppo B
| Squadra                  | PG | V | N | P | GF | GS | DR | Pt |
| ------------------------ | -- | - | - | - | -- | -- | -- | -- |
| TP Mazembe               | 6  | 4 | 0 | 2 | 11 | 4  | +7 | 12 |
| Heartland                | 6  | 3 | 1 | 2 | 9  | 5  | +4 | 10 |
| Étoile Sportive du Sahel | 6  | 2 | 1 | 3 | 5  | 7  | -2 | 7  |
| Monomotapa United        | 6  | 2 | 0 | 4 | 5  | 14 | -9 | 6  |

| Giornata | Data              | Squadra di Casa          | Risultato | Squadra in Trasferta     |
| -------- | ----------------- | ------------------------ | --------- | ------------------------ |
| 1        | 19 luglio 2009    | TP Mazembe               | 2-0       | Heartland                |
| 1        | 19 luglio 2009    | Monomotapa United        | 2-1       | Étoile Sportive du Sahel |
| 2        | 1º agosto 2009    | Étoile Sportive du Sahel | 2-1       | TP Mazembe               |
| 2        | 2 agosto 2009     | Heartland                | 3-1       | Monomotapa United        |
| 3        | 15 agosto 2009    | TP Mazembe               | 5-0       | Monomotapa United        |
| 3        | 16 agosto 2009    | Heartland                | 3-0       | Étoile Sportive du Sahel |
| 4        | 29 agosto 2009    | Monomotapa United        | 0-2       | TP Mazembe               |
| 4        | 29 agosto 2009    | Étoile Sportive du Sahel | 0-0       | Heartland                |
| 5        | 12 settembre 2009 | Heartland                | 2-0       | TP Mazembe               |
| 5        | 12 settembre 2009 | Étoile Sportive du Sahel | 2-0       | Monomotapa United        |
| 6        | 20 settembre 2009 | Monomotapa United        | 2-1       | Heartland                |
| 6        | 20 settembre 2009 | TP Mazembe               | 1-0       | Étoile Sportive du Sahel |

## Semifinali
| Arbitro: | Essam Abd El Fatah |

|                                          |           |  |
| Emeka Nwanna 10’, 34’ Uche Agba 18’, 45’ | Marcatori |  |

| Arbitro: | Haimoudi Djamel |

|  |           |               |
|  | Marcatori | 89’ Uche Agba |

| Arbitro: | Koman Coulibaly |

|                                   |           |                                                                        |
| Demba Barry 2’ Haycim Mustapho 8’ | Marcatori | 6’, 89’ Basisila Lusadisu 13’, 72’ Kabangu Mulota 62’ Dioko Kaliyutuka |

| Arbitro: | Daniel Bennett |

|  |           |                         |
|  | Marcatori | 27’, 36’ Edward Sadomba |

## Finale
| Arbitro: | Essam Abd El Fatah |

|                               |           |                  |
| King Osanga 24’ Uche Agba 80’ | Marcatori | 23’ Tresor Mputu |

| Arbitro: | Mohamed Benouza |

|                               |           |  |
| Emmanuel Omodiagbe 73’ (aut.) | Marcatori |  |

## Squadra campione
| Campione Africano 2009    |
| ------------------------- |
| TP Mazembe (terzo titolo) |

## Classifica marcatori
| Giocatore         | Squadra      | Reti |
| ----------------- | ------------ | ---- |
| Endurance Idahor  | Al-Merreikh  | 7    |
| Victor Namo       | Kano Pillars | 6    |
| Tresor Mputu      | TP Mazembe   | 6    |
| Diyoko Kaluyikuta | TP Mazembe   | 6    |
| Muhannad Eltahir  | Al-Hilal     | 5    |
| Enoch Sakala      | ZESCO United | 4    |